# Ulises de la Torre
Ulisses de la Torre Balmaceda (Cidade do México, 29 de setembro de 1979) é um  ator e comediante  mexicano e irmão mais novo de Arath de la Torre

## Biografia
Em 2009 participou do filme "Me Importas Tú... y Tú" ao lado de Altair Jarabo, Rafael Amaya, Ana Layevska, Alejandro Nones e as primeiras atrizes Carmen Salinas e María Rojo. Em 2012, ele fez seu primeiro papel antagônico na telenovela mexicana, Corona de lágrimas fazendo o papel de Augusto Galindo. Em 2013 ele se juntou à equipe de Matutino Express. Em 2017 ingressou na TV Azteca para uma telenovela " 3 famílias".

## Filmografia

### Telenovelas
- Tres familias (2017-2018) .... Gregorio "Goyo" Mejorada
- Corona de lágrimas (2012-2023) .... Agustín Galindo
- Miss XV (2012) .... Produtor falso
- Código postal (2006) .... Ezequiel Gutiérrez Santos
- Locura de amor (2000) .... Felipe Zárate

### Séries
- "Durmiendo con mi jefe" (2013)
- "Como dice el dicho" (2012)
- Ladrón que roba a ladrón .... Julio
- Cada cual carga la cruz de su parroquia .... Julián
- "La rosa de Guadalupe" (2008) .... Marcelo "Espejismo"
- "La Parodia" (2004-2007) .... Papel recorrentes (4,5, e 6 Temporada)
- "El privilegio de mandar" (2006) .... Papel recorrentes
- "Chiquiti bum" (2006)
- "Mujer, casos de la vida real" .... (2004-2005) Varios episódios

### Programas
- "Matutino Express" (2013-presente)- Apresentador

### Filmes
- Me importas tú.. y tú.. (2009)

### Teatro
- Me fascina mi vecina
- Mundo Real[1]
- Papito querido
- Un Romeo muy Julieta
- TOC TOC
- Amoratados
- Locos por el Té

## Ligações Externas
- Ulises de la Torre. no IMDb.